# Clément Russo
Clément Russo, nascido a 20 de janeiro de 1995 em Lyon, é um ciclista francês, membro da equipa Arkéa Samsic. Em categorias inferiores praticou a modalidade de Ciclocross.

## Palmarés
2019
- Volta à Comunidade de Madri[2]